# Yttrium-90
Yttrium-90 of 90Y is een onstabiele radioactieve isotoop van yttrium, een overgangsmetaal. De isotoop komt van nature niet op Aarde voor.
Yttrium-90 ontstaat onder meer bij het radioactief verval van strontium-90.

## Vorming
Yttrium-90 is het vervalproduct van de radio-isotoop strontium-90, dat via β−-verval vervalt:
{\displaystyle {\ce {{^{90}_{38}Sr}->{^{90}_{39}Y}+{e^{-}}+{\bar {\nu }}_{e}}}}
Strontium-90 is een nevenproduct bij kernsplijting en wordt tevens teruggevonden in fall-out. Sr90 kan gezondheidsproblemen veroorzaken, omdat deze radio-isotoop het calcium in botten kan vervangen.

## Radioactief verval
Yttrium-90 vervalt door β−-verval tot de stabiele isotoop zirkonium-90:
{\displaystyle {\ce {{^{90}_{39}Y}->{^{90}_{40}Zr}+{e^{-}}+{\bar {\nu }}_{e}}}}
De halveringstijd bedraagt 2,66 dagen.

## Toepassingen
Yttrium-90 wordt gebruikt in de nucleaire geneeskunde bij de behandeling van kanker.
75Y · 76Y · 77Y · 78Y · 78mY · 79Y · 80Y · 80m1Y · 80m2Y · 81Y · 82Y · 82m1Y · 82m2Y · 83Y · 83mY · 84Y · 84mY · 85Y · 85m1Y · 85m2Y · 86Y · 86m1Y · 86m2Y · 87Y · 87mY · 88Y · 88m1Y · 88m2Y · 89Y · 89mY · 90Y · 90mY · 91Y · 91mY · 92Y · 93Y · 93mY · 94Y · 95Y · 96Y · 96mY · 97Y · 97m1Y · 97m2Y · 98Y · 98m1Y · 98m2Y · 98m3Y · 98m4Y · 99Y · 99mY · 100Y · 100mY · 101Y · 102Y · 102mY · 103Y · 104Y · 105Y · 106Y · 107Y · 108Y · 109Y
1. ↑  (en)  WolframAlpha